# Вільям Гатрі (боксер)
Вільям Гатрі (англ. William Guthrie; 17 січня 1967) — американський професійний боксер, чемпіон світу за версією IBF (1997—1998) в напівважкій вазі.

## Професіональна кар'єра
1989 року дебютував на професійному рингу. Провівши впродовж 1989—1997 років 23 переможних боя, 19 липня 1997 року вийшов на бій за вакантний титул чемпіона світу за версією IBF в напівважкій вазі проти Даріна Аллена і здобув перемогу нокаутом в третьому раунді.
6 лютого 1998 року в першому захисті титулу зустрівся з Реджі Джонсоном і зазнав поразки нокаутом в п'ятому раунді.
В наступному поєдинку 9 травня 1999 року знов програв нокаутом ексчемпіону світу Майклові Нанну.